# Отвёртка (роман)
«Отвёртка» — авантюрно-детективный роман в двух частях, написанный Ильёй Стоговым, первое его художественное произведение. Опубликован в 1997 году под названием «Череп императора» и псевдонимом Виктор Банев, с 2002 года издаётся переработанный вариант под названием «Отвёртка».

## Сюжет
Роман состоит из двух независимых по сюжету частей, объединённых главным героем, журналистом отдела криминальной хроники некой крупной петербургской газеты. Этот альтер эго самого автора по стечению обстоятельств оказывается вовлечён в неожиданные и опасные детективные истории.
В первом издании 1997 года части (по сути самостоятельные повести) назывались «Череп императора» и «Кровавая Мэри» с общим названием книги «Череп императора». В переработанном варианте, издающемся с 2002 года, название книги изменено на «Отвёртка», по одноимённому коктейлю из двух основных компонентов. В коктейльном стиле были названы и обе части: «Коктейль „Череп императора“» и «„Кровавая Мэри“ по-ирландски» соответственно.
В первой части («Коктейль „Череп императора“») журналист Илья Стогов вовлечён в историю с головой Джи-ламы в Кунсткамере (вольная интерпретация истории Джа-ламы) и попавшим с ней в Россию алмазом «Шань-бао» («Череп императора»). За алмазом охотятся китайские коллекционеры, русская мафия и спецслужбы КНР. Развязка наступает в сражении между российскими спецслужбами и китайским спецназом на вертолёте у буддийского храма в Петербурге.
В 2017 году независимый режиссёр из Владимира Ованес Ашхатоян снял по этой части книги художественный фильм «Буддизм по-русски». Премьера фильма состоялась на областном фестивале «Киностарт».
Во второй части («„Кровавая Мэри“ по-ирландски») Илью Стогова редактор газеты назначает гидом к группе приехавших по обмену ирландских журналистов. Во время экскурсии по ночному метрополитену один из журналистов жестоко убит. Разгадка убийства ведёт к российским спецслужбам.

## Оценки произведения
Первый роман Стогова, как и последовавший в 1998 году «Камикадзе», не вызвали особого интереса у читателей и критиков. Интерес к его первым произведениям возник лишь несколько лет спустя, после успеха романа «Мачо не плачут».
Роман, за вычетом невероятных перипетий детективного сюжета, автобиографичен. Илья Стогов в 1996—1997 годах работал журналистом в газете «Смена». Он не заведовал отделом криминальных расследований, но сам отдел существовал. Его создал и возглавлял журналист Андрей Константинов.
Героини сюжета, молодой аспирантки ЛГУ Ирины Ляпуновой и её книги «Загадки Джи-ламы» на самом деле не было. Однако именитая выпускница ЛГУ Инесса Ломакина написала вышедшую в 1993 году книгу «Голова Джа-ламы» о действительно существующем «экспонате № 3394» в хранилищах Кунсткамеры.
Кстати, в вышедшей в 2005 году книге «Таблоид. Учебник жёлтой журналистики» Стогов приводит свою статью «Растут ли волосы у мумий», в которой упоминается и об исследованиях Инессы Ломакиной:

«Когда и почему голова [Джа-ламы] оказалась в Ленинграде, неизвестно. Исследовательница Инесса Ломакина пыталась выяснить этот вопрос, но не преуспела. 

Зато Ломакина выяснила, что люди, имевшие отношение к экспонату № 3394, — а уж тем более те, кто пытался о нём писать! — умирали быстро, таинственно и в основном не своей смертью».
Сам автор в предисловии к переизданию 2002 года отзывается о своём первом произведении с некоторой ностальгической нежностью:

Этот роман я писал мутными похмельными утрами, в перерывах между мутными заданиями похмельного газетного редактора.
Пользоваться компьютером в ту пору я ещё не умел. Роман набирала редакционная машинистка. Иногда, набив очередную главу, она приходила на работу с заплаканными глазами. Этот роман был у меня первым.
Не знаю, написал ли я с тех пор что-нибудь лучше. И, открывая его, я всё ещё встречаю себя: тощего и длинноволосого… я всё ещё наступаю толстыми подошвами ботинок на серые физиономии вечных петербургских луж…
При этом позднейшие переиздания были не просто старым текстом с заменой имени героя и названия романа. Павел Крусанов в своём предисловии пишет: «Стогов всё же прошёлся по начальному тексту набравшейся опыта рукой. И прошёлся безжалостно.»